# 刘继升
刘继升（1938年—），男，山东泰安人，中国射击教练员，曾任中国国家队飞碟教练。四次获得体育运动荣誉奖章。